# Michael Graydon
Sir Michael James Graydon, GCB, CBE, FRAeS, (* 24. Oktober 1938 in Kew, Surrey) ist ein ehemaliger britischer General (Air Chief Marshal) der Royal Air Force, der unter anderem von 1991 bis 1992 Oberkommandierender des Luftangriffskommandos (RAF Strike Command) sowie zwischen 1992 und 1997 Chef des Luftwaffenstabes (Chief of the Air Staff) war.

## Leben

### Militärische Ausbildung und Stabsoffizier
Graydon begann nach dem Schulbesuch im Januar 1957 seine Offiziersausbildung als Flight Cadet am Royal Air Force College Cranwell und wurde nach deren Abschluss am 15. Dezember 1959 als Berufssoldat (Permanent Commission) mit dem Dienstgrad als Leutnant (Pilot Officer) in die RAF übernommen. Nach dem Besuch der Zentralen Flugschule (Central Flying School) und wurde am 15. Dezember 1960 zum Oberleutnant (Flying Officer) befördert, wobei diese Beförderung auf den 15. Dezember 1959 zurückdatiert wurde. Danach fand er zwischen 1960 und 1962 Verwendung als Flugausbilder QFI (Qualified Flying Instructor) an der No. 1 Flying Training School RAF auf dem Militärflugplatz RAF Linton-on-Ouse. Nach seiner Beförderung zum Hauptmann (Flight Lieutenant) wurde er 1962 zur Ausbildung auf Hawker Hunter-Kampfflugzeugen No. 229 Operational Conversion Unit (OCU) versetzt und anschließend 1963 als Pilot zu der mit English Electric Lightning-Abfangjägern ausgestatteten No. 56 Squadron RAF auf dem Luftwaffenstützpunkt RAF Wattisham. Im November 1964 wurde er dann wiederum selbst Flugausbilder QFI in der No. 226 OCU sowie im April 1967 Fliegerischer Kommandeur der No. 56 Squadron RAF, wo er am 1. Januar 1968 auch zum Major (Squadron Leader) befördert wurde. Am 10. Juni 1967 wurde ihm darüber hinaus die Queen’s Commendation for Valuable Service in the Air (QCVSA) zuteil.
Nachdem Graydon von Januar 1970 bis 1971 das RAF Staff College Bracknell besucht hatte, wurde er persönlicher Stabsoffizier des stellvertretenden Oberkommandierenden der alliierten NATO-Streitkräfte in Mitteleuropa AFCENT (Allied Forces Central Europe). Anschließend fand er zwischen dem 13. September 1973 und 1976 Verwendung als Stabsoffizier für Luftunterstützung in der Operationsabteilung des Luftwaffenstabes und erhielt dort am 1. Juli 1975 seine Beförderung zum Oberstleutnant (Wing Commander). In dieser Zeit belegte er 1974 auch den zweiten Platz beim Gordon Strachey Shephard-Memorial Essay Prize. Er absolvierte danach das National Defence College (NDC), dem Vorgänger des Joint Service Defence College (JSDC).
Graydon übernahm daraufhin am 15. Juli 1977 seinen ersten eigenen Kommandeursposten, und zwar als Kommandeur des No. 11 Squadron RAF. Im Anschluss war er von 1979 bis 1981 militärischer Assistent des Chefs des Verteidigungsstabes (Chief of the Defence Staff), Admiral of the Fleet Terence Lewin, und wurde in dieser Verwendung am 1. Juli 1980 auch zum Oberst (Group Captain) befördert. Nach dem Besuch eines Luftverteidigungskurses an der No. 228 OCU wurde er am 28. August 1981 Kommandant des Luftwaffenstützpunktes RAF Leuchars sowie zwei Jahre später am 11. August 1983 Kommandant des Luftwaffenstützpunktes RAF Stanley auf den Falklandinseln. Während der dortigen Verwendung wurde er am 31. Dezember 1983 Commander des Order of the British Empire (CBE).

### Air Chief Marshal und Chief of the Air Staff
Nach seiner Rückkehr nach Großbritannien absolvierte Graydon zwischen dem 10. Januar 1984 und dem 2. Januar 1985 das Royal College of Defence Studies (RCDS) in London und erhielt während dieser Zeit seine Beförderung zum Brigadegeneral (Air Commodore). Er war im Anschluss vom 2. Januar 1985 bis zum 16. Juni 1986 Stabschef SASO (Senior Air Staff Officer) und danach Leiter der Stabsabteilung Politik im Obersten Hauptquartier der Alliierten Streitkräfte in Europa SHAPE (Supreme Headquarters Allied Powers Europe), wo er am 1. Juli 1986 auch zum Generalmajor (Air Vice Marshal) befördert wurde.
Am 5. April 1989 wurde Graydon zum Generalleutnant (Air Marshal) befördert und übernahm als Nachfolger von Air Marshal John Sutton den Posten als Oberkommandierender (Air Officer Commanding in Chief) des Luftunterstützungskommandos (RAF Support Command). Zwei Monate später wurde er am 17. Juni 1989 auch zum Knight Commander des Order of the Bath (KCB) geschlagen, so dass er fortan den Namenszusatz „Sir“ führte. Sein Nachfolger als Oberkommandierender des Luftunterstützungskommandos wurde 1991 Air Marshal John Thomson. Er selbst wiederum löste Air Chief Marshal Patrick Hine als Oberkommandierender des Luftangriffskommandos (RAF Strike Command) ab und erhielt als solcher am 31. Mai 1991 die Beförderung zum General (Air Chief Marshal). Er fungierte als Oberkommandierender des RAF Strike Command bis zum 6. November 1992 und war dann erneut durch Air Chief Marshal John Thomson abgelöst.
Zuletzt wurde Graydon am 6. November 1992 Nachfolger von Air Chief Marshal Peter Harding als Chef des Luftwaffenstabes (Chief of the Air Staff) und verblieb in dieser Funktion bis zu seiner Ablösung durch Air Chief Marshal Richard Johns am 10. April 1997. In Personalunion fungierte er zwischen dem 6. November 1992 und dem 9. April 1997 auch als Aide-de-camp von König Elisabeth II. für die Luftwaffe. Während dieser Zeit wurde er am 31. Dezember 1993 zum Knight Grand Cross (GCB) des Order of the Bath erhoben und 1993 zum Fellow der Royal Aeronautical Society (FRAeS) ernannt. Ferner erhielt er 1995 die Ehrenbürgerwürde (Freedom of the City) der City of London und wurde des Weiteren 1996 Mitglied (Liveryman) der Gilde der Piloten und Navigatoren (Guild of Air Pilots and Navigators).
Graydon übernahm 1999 den Posten als Präsident des Battle of Britain Monument-Trust und 2005 als Präsident der Offiziersvereinigung (Officers Association). Zudem ist er Mitglied des Luftkadettenrates sowie Vorsitzender der Luftstreitkräftegruppe der Royal Aeronautical Society.